# Allen Vizzutti
Allen Al Vizzutti (13 september 1952 i Montana) er en amerikansk trompetist.
Vizzutti er en allround trompetist, som kan spille i alle genrer. Hans teknisk højtudviklede spil kan høres i mange sammenhænge. Han er uddannet på Eastman School Of Music.
Han har spillet med bl.a. Chick Corea, Barbra Streisand, Neil Diamond, Frank Sinatra, Prince og klassisk musik med symfoniorkestre såsom London Symphony Orchestra, Rochester Symphony Orchestra, Royal Philharmonic Orchestra og Los Angeles Philharmonic Orchestra. 
Vizzutti har været med på et væld af filmmusik såsom Star Trek og Back To The Future.
Han har indspillet soloplader i eget navn især i jazzstil. 